# Mikroprogramiranje
Mikroprogram je skup naredbi koje upravljaju različitim dijelovima centralne jedinice (CPU).  Spremište ili memorija u kojem se čuva mikroprogram zove se kontrolno spremište ili na engleski control store. Prije izuma mikroprograma upravljačka logika centralne jedinice bila je izrađena koristenjem "ad hoc" metoda.

## Dobre strane mikroprograma
- Mogućnost promjene naredbi centralne jedinice jednostavnom promjenom mikroprograma, bez mijenjanja temeljnog sklopovlja
- Mogućnost oponašanja drugih centralnih jedinica, bez potrebe za stvaranje jednakog elektronskog sklopovlja
- Greške u naredbama lakše je ispraviti,  jer promjene su samo potrebne u mikroprogramu